# Tracy Ntumba Busanga
Tracy Ntumba de son vrai nom Tracy Ntumba Busanga Munyoka, est née à Kinshasa en République démocratique du Congo. Elle est conseillère en partenariat, coopération et projets du ministère de l'éducation nationale et nouvelle citoyenneté dans le gouvernement Suminwa annoncé le 29 mai 2024.

## Biographie
Tracy Ntumba est originaire du Kasaï-Oriental, en République démocratique du Congo, elle est juriste, conseillère politique, analyste en stratégie internationale, spécialiste en gouvernance, prospective et géopolitique,.

### Formation
En 2010, elle obtient son diplôme en latin et philosophie au lycée Motema Mpiko de Kinshasa.
En 2015, mettant ainsi de côté sa première passion pour le journalisme, elle décroche par la suite sa licence en droit international public à l'Université protestante au Congo. Elle poursuit ses études par plusieurs Masters en droit, genre et développement et analyse en stratégie internationale.
En 2015, à l'occasion de la journée dédiée aux droits des femmes, elle est repérée par ses enseignants de l'université, elle fait gagner à l'Université protestante au Congo le tout premier concours interuniversitaire dénommé Celebrate The Congolese Queen, un concours inter-universitaire qui met en avant les propositions des étudiants par le biais d'un plaidoyer en faveur des femmes victimes des violences basées sur le genre.

### Parcours professionnel
En 2015, elle rejoint l'Organisation internationale de la francophonie à Paris. Elle est recrutée comme attachée de programme à la Direction des affaires politiques et de la gouvernance démocratique pour appuyer l'organisation de la 10e conférence de l'Organisation internationale de la francophonie à Madagascar. Elle est chargée de suivre les activités et les opérations mises en œuvre par les programmes de la société civile, coordonner et contribuer à la réflexion sur le cadre de collaboration au sein de l'Organisation internationale de la francophonie.
Après avoir passé plusieurs années à l'étranger, elle revient à Kinshasa. Elle exerce d'abord comme consultante pour le projet EAGLE « Empowering Adolescent and Girls to lead through Education » financé par l'USAID, où elle appuie l'élaboration des modules destinés à renforcer les compétences éducatives des adolescents. Ensuite, elle rejoint un projet de gouvernance du secteur éducatif implémenté par Cambridge Education, elle est recrutée comme spécialiste en gouvernance. En tant que telle, elle appuie les provinces de Lualaba, Haut-Katanga, Kasaï-Central, Kasaï-Oriental, Sud-Ubangi et Équateur,.
En 2021, elle est choisie comme mentor du programme Kitumaini de l'UNFPA en RDC. Elle accompagne le projet via l'académie de leadership féminin. Elle appuie techniquement la croissance des capacités et des compétences des jeunes adolescents les plus à risque et facilite leur maintien éducatif dans le milieu scolaire,,.
En 2022, Tracy Ntumba est recrutée pour gérer le programme pilote Girls Education du Département du Développement international à Kinshasa, où elle est chargée d'accompagner l'éducation des filles par le ministère de l'Éducation nationale sur la meilleure façon de s'attaquer aux normes sociales, aux relations de pouvoir qui confinent les filles dans leurs rôles actuels et à l'accès et à la qualité de l'éducation des filles,,.
Le samedi 27 juillet 2024, une conférence sur l'emploi des jeunes a eu lieu au centre culturel Boboto situé dans la commune de la Gombe à Kinshasa. Organisée sous forme de panel, cette activité « forum sur l'employabilité des jeunes » a réuni plusieurs intervenants notamment la présence de Tracy Ntumba et Grâce Kasesula, représentante de Sicomines à Kinshasa, qui ont fortement incité de nombreux jeunes présents à poursuivre leur formation.